# Groenewoud (Nijmegen)
Groenewoud is een wijk in het oosten van de Nederlandse stad Nijmegen. De wijk is gebouwd in de jaren 50 en 60 van de 20e eeuw. 
Groenewoud ligt ingeklemd tussen de Groenewoudseweg, de Groesbeekseweg en de spoorlijn Nijmegen - Venlo. In het zuiden grenst de wijk aan Heilig Landstichting (gemeente Berg en Dal), in het oosten aan de Nijmeegse wijk Kwakkenberg en in het westen aan de twee Nijmeegse wijken Heijendaal en Brakkenstein.
Op 1 januari 2023 telde de wijk 3.700 inwoners, verdeeld over 1.243 woningen, met een gemiddelde WOZ-waarde van € 392.000, op een oppervlakte van 1,17 km².
De wijk heeft hoofdzakelijk een woonfunctie. In de wijk liggen de Nijmeegse Scholengemeenschap Groenewoud (NSG), de velden van SV Orion en tennisverenigingen Quick, Avanti '55, Insiders en het Neboklooster, het Albertinum, Station Nijmegen Heyendaal, de SSH&-complexen Hoogeveldt en De Gouverneur, het Technovium van de HAN en de hoofdkazerne van de brandweer Gelderland-Zuid.

## Gouverneursbuurt
In de noordwestelijke hoek van de wijk, het gebied tussen de Groenewoudseweg, de spoorlijn Nijmegen-Venlo en een stuk van de Driehuizerweg (tegenwoordig van de Heyendaalseweg) werd snel na de Tweede Wereldoorlog een provisorische wijk met circa 250 noodwoningen verdeeld over acht straten gebouwd, de zogenoemde Gouverneursbuurt. Omstreeks 1967 is deze noodwijk weer afgebroken.
De naam van de in 2009 aan de Professor Bellefroidstraat gebouwde studentenflat De Gouverneur herinnert tegenwoordig nog aan de Gouverneursbuurt.

## Fotogalerij

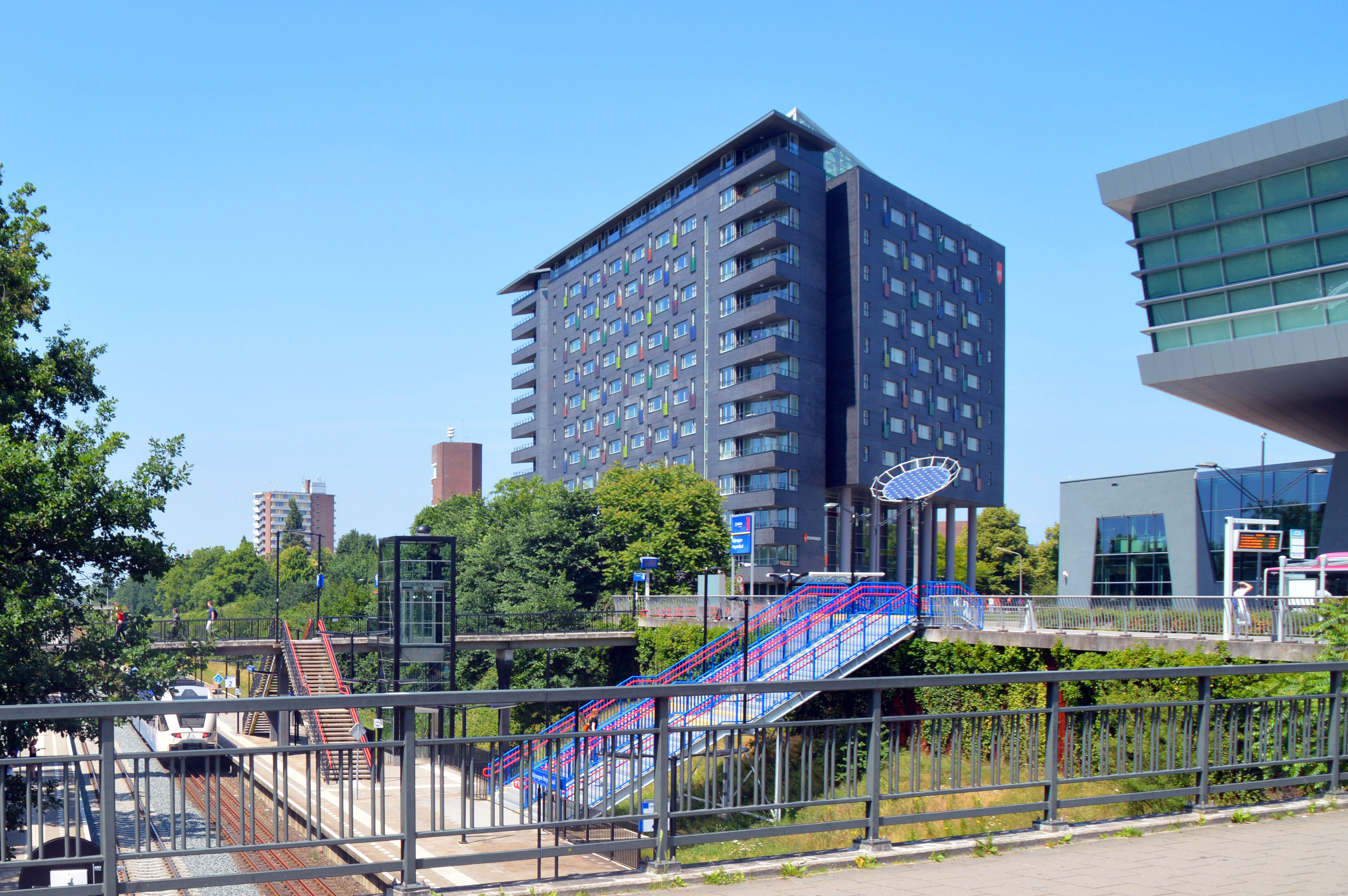
Station Nijmegen Heyendaal met rechts Technovium
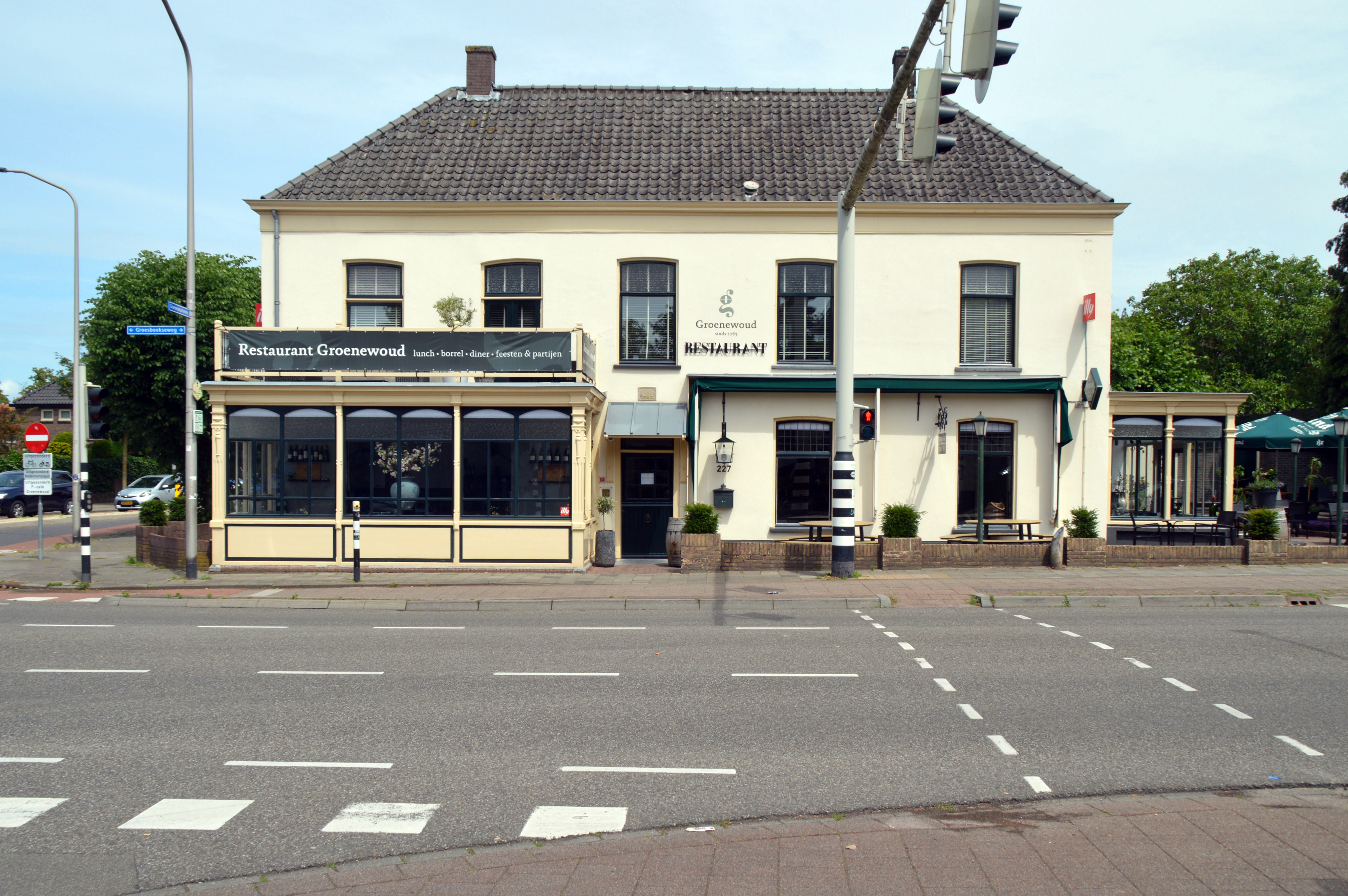
Café restaurant Groenewoud Groesbeekseweg 227 uit 1893
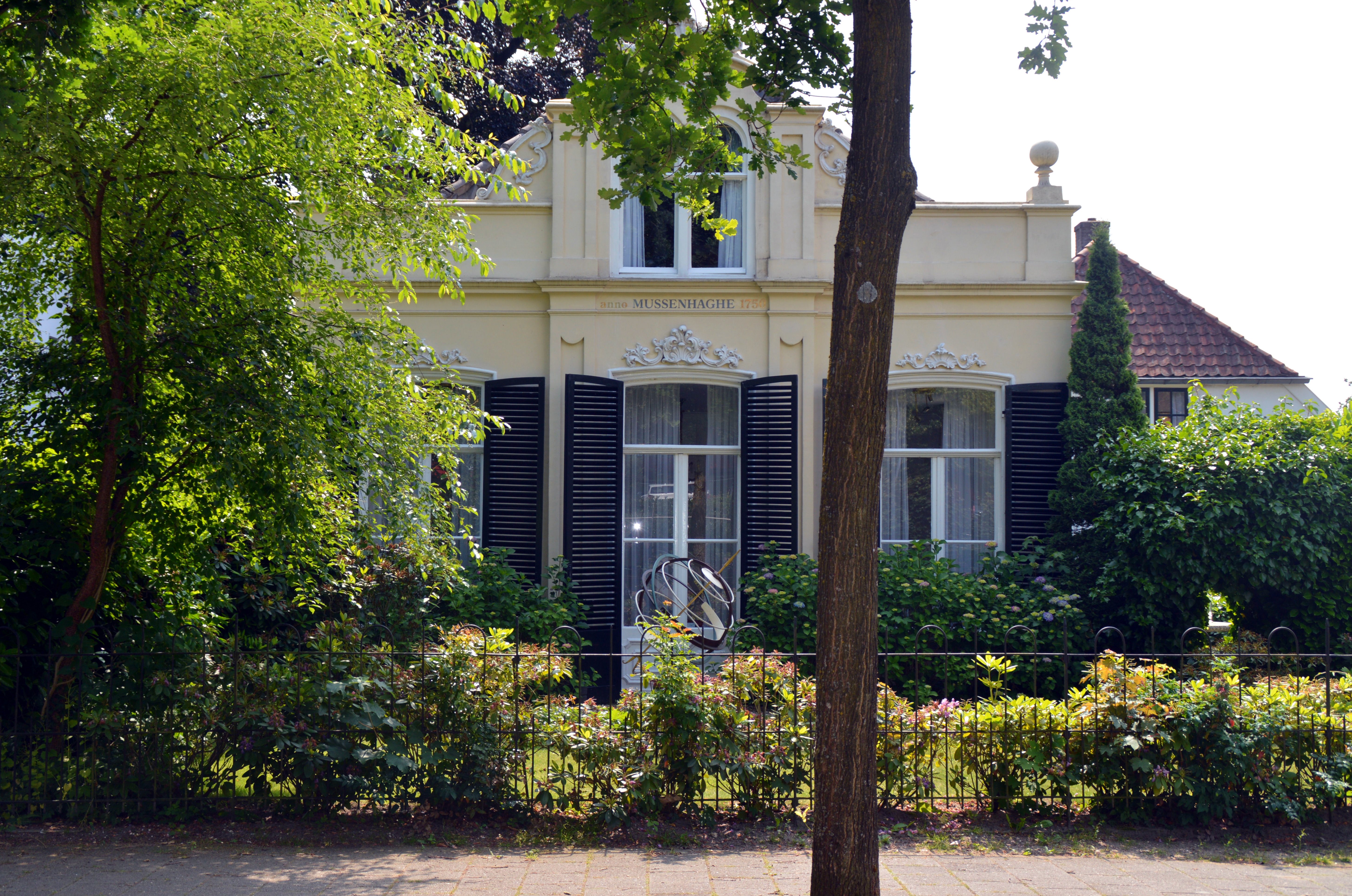
Villa Mussenhaghe Groesbeekseweg 404 uit 1750
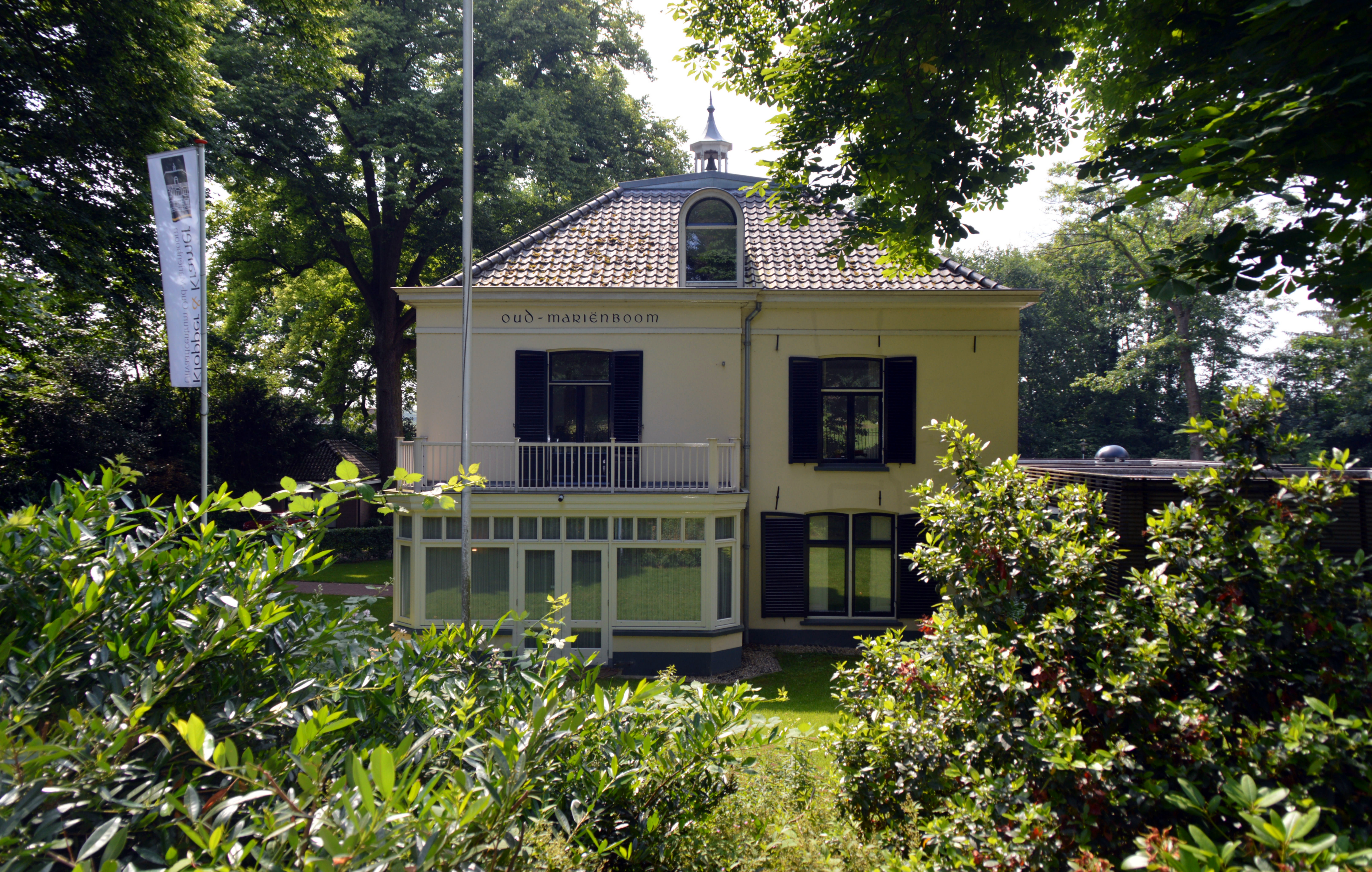
Villa Oud-Marienboom Groesbeekseweg 424 uit 1822
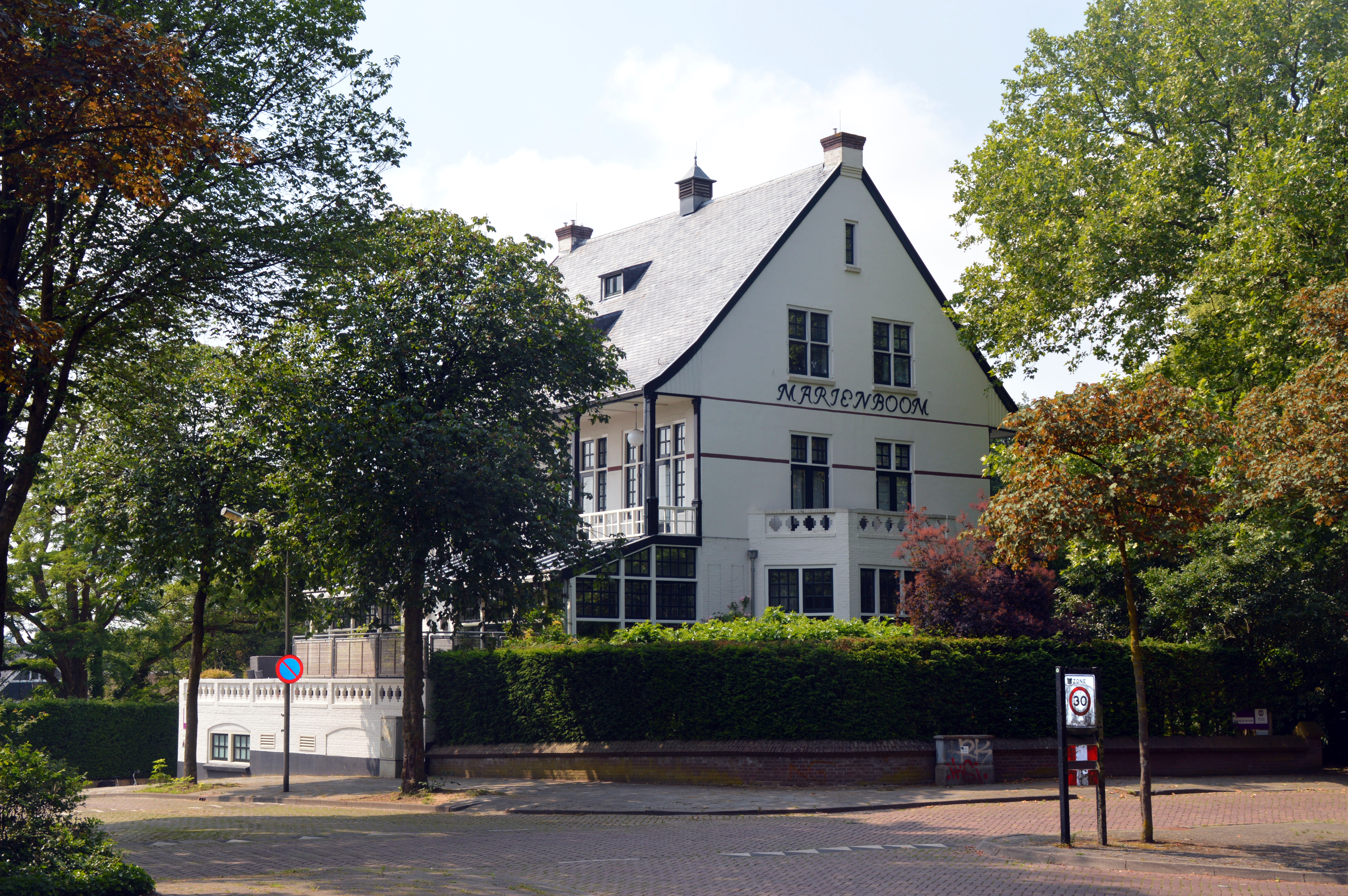
Villa Mariënboom Groesbeekseweg 428 uit 1910